# Berberidopsis
Berberidopsis är ett släkte av tvåhjärtbladiga växter. Berberidopsis ingår i familjen Berberidopsidaceae.
Kladogram enligt Catalogue of Life:
| Berberidopsis | \| \| Berberidopsis beckleri \| \| \| \| \| \| Berberidopsis corallina \| \| \| \| |
|               | \| \| Berberidopsis beckleri \| \| \| \| \| \| Berberidopsis corallina \| \| \| \| |
|               | Streptothamnus                                                                     |
|               |                                                                                    |
|               | Berberidopsis beckleri                                                             |
|               |                                                                                    |
|               | Berberidopsis corallina                                                            |
|               |                                                                                    |

|  | Berberidopsis beckleri  |
|  |                         |
|  | Berberidopsis corallina |
|  |                         |

## Bildgalleri

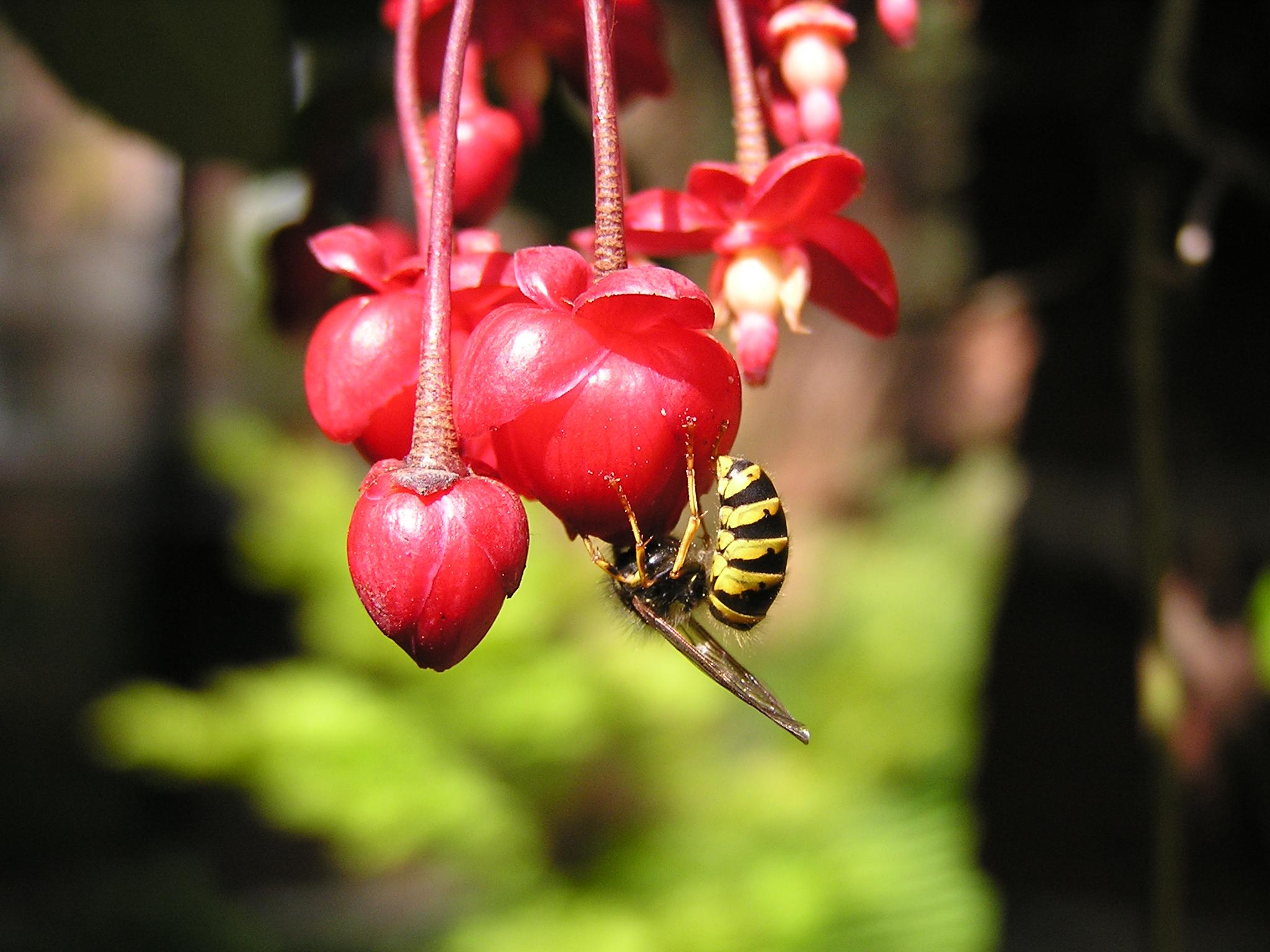
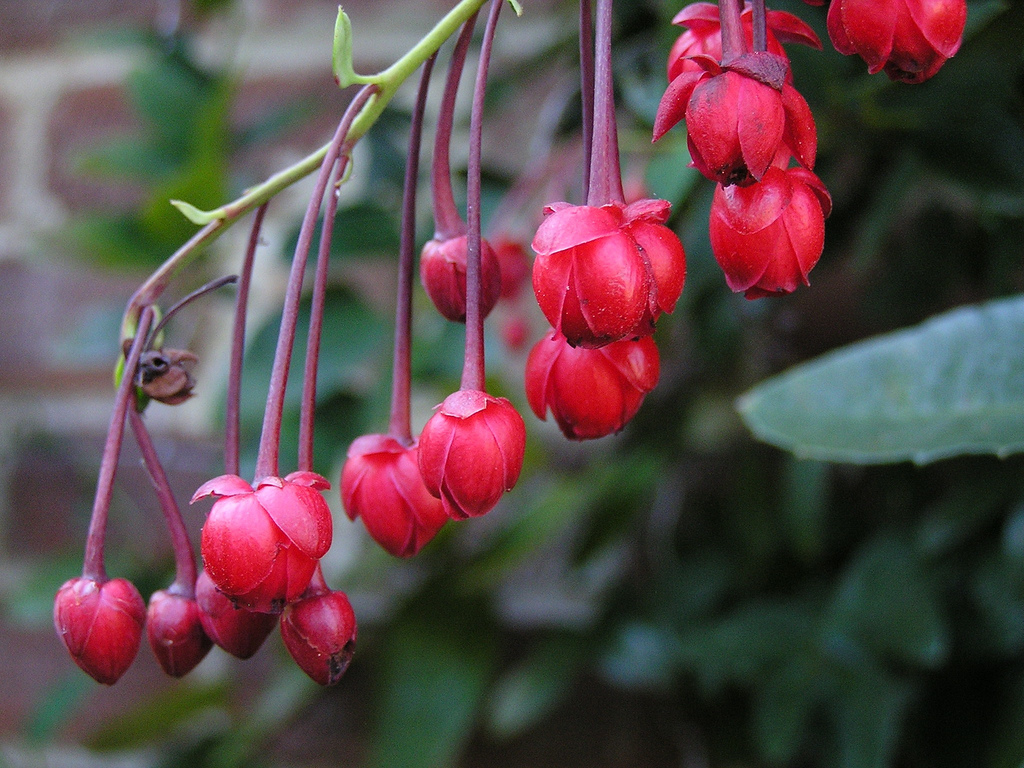